# ريتشارد دريسكول
ريتشارد دريسكول (بالإنجليزية: Richard Driscoll)‏ هو كاتب سيناريو ومخرج وممثل بريطاني، ولد في 14 يونيو 1951 في كورنوال في المملكة المتحدة.

## أعمال

### أفلام
- (1983)  عودة الجيداي[4]

## وصلات خارجية
- ريتشارد دريسكول على موقع IMDb (الإنجليزية)
- ريتشارد دريسكول على موقع ألو سيني (الفرنسية)
- ريتشارد دريسكول على موقع أول موفي (الإنجليزية)
- ريتشارد دريسكول على موقع قاعدة بيانات الفيلم (الإنجليزية)
- ريتشارد دريسكول على موقع كينوبويسك (الروسية)
- ريتشارد دريسكول على موقع كينوبويسك (الروسية)